# Jedovatí savci

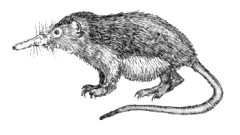
Štětinatec kubánský (Solenodon cubanus), jeden ze savců s jedovatým kousnutím

Jedovatí savci jsou živočichové z třídy savci (Mammalia) schopní produkovat jed, který používají k zabití či znehybnění kořisti, k vlastní obraně před predátory či jedinci stejného druhu nebo při bojových střetnutích. Savčí jedy tvoří různorodou skupinu s různými složeními a mechanismy účinku. Jed produkují zástupci tří řádů: hmyzožravci (Eulipotyphla), ptakořitní (Monotremata) a letouni (Chiroptera). Existují návrhy, že jed produkují i někteří členové řádu primátů (Primates). Mark Dufton ze skotské University of Strathclyde se snažil vzácnost produkce jedu mezi savci odůvodnit tím, že moderní savčí predátoři jed nepotřebují, protože jsou schopni svou kořist zabít rychleji pomocí zubů či drápů, zatímco i ten nejsofistikovanější jed musí nějaký čas působit, aby kořist znehybnil.
Ačkoliv je schopnost produkce jedu mezi současnými savci vzácností, může se jednat o ancestrální znak, jelikož jedové ostruhy velmi podobné těm, kterými disponuje současný ptakopysk, můžeme najít u většiny skupin neživorodých Mammaliaformes ("savco-tvární").
Jed je mnohem rozšířenější mezi ostatními obratlovci. Existuje mnoho druhů jedovatých plazů (např. hadi) a ryb (např. odranci). Někteří ptáci jsou pasivně jedovatí, představují tedy nebezpečí při konzumaci nebo dotyku (např. pištec černohlavý), nicméně není znám žádný ptačí druh, který by jed aktivně produkoval a používal. Druhů jedovatých obojživelníků existuje jen málo,[zdroj⁠?!] některé druhy mlokovitých ocasatých mohou vysouvat žebra, jejichž špičky jsou jedem pokryté.

## Definice
Existuje několik definic zvířat, která jsou schopná jed aktivně produkovat a používat.
Bücherl tvrdí, že taková zvířata musí mít alespoň jednu jedovou žlázu, musí být schopna jed nějakým způsobem vylučovat a musí mít aparát, kterým způsobují zranění.
Mebs říká, že tato zvířata produkují jed ve shluku buněk nebo k tomu určené žláze a že mají jedový aparát, pomocí kterého kousnutím či bodnutím jed vylučují. V rámci této definice jedový aparát zahrnuje jedovou žlázu i část těla, pomocí které je jed aplikován. Tyto dva orgány musí být propojeny.
Fry et al. zjistili, že jed je sekret tvořený specializovanou žlázou v těle jednoho zvířete a vpraven do těla napadeného zvířete způsobením rány. Tento sekret musí obsahovat molekuly, které narušují běžné fyziologické procesy, čímž zvířeti, které jed produkuje, zajišťují potravu či obranu. Sekret, který produkují krevsající živočichové (např. upíři), lze navíc považovat za speciální podtyp jedu.

## Evoluce a paleontologie
Jedovatí savci mohli být v minulosti běžnější. Většina neživorodých savců disponovala zánártními výběžky podobným těm, které nalezneme u moderního ptakopyska, což naznačuje vysokou rozšířenost tohoto znaku. Mezi příklady můžeme řadit zástupce vyhynulé čeledi Gobiconodontidae a rodu Zhangheotherium. Absence jedových výběžků u zástupců některých kynodontů (Cynodontia) naznačuje, že schopnost produkce jedu byla u prehistorických savců synapomorfií a dědičnou vlastností.
Drážky na 60 milionů let starých špičácích dvou vyhynulých druhů, rejskovi podobného Bisonalveus browni a dalšího neidentifikovaného savce, vykazují podle některých paleontologů známky jejich použití pro vstřikování jedu. Někteří vědci však tento závěr zpochybňují, protože u mnoha živočichů, kteří jed aktivně neprodukují (např. primáti, nosálové a kaloni), se vyskytují podobné hluboké rýhy podél špičáků, což naznačuje, že tento znak ne vždy představuje přizpůsobení pro vstřikování jedu.

## Příklady

### Hmyzožravci (Eulipotyphla)
S výjimkou upírů jsou hmyzožravci jedinými savci, u kterých byla pozorována schopnost produkovat toxické sliny. Tyto druhy mají pod horní čelistí výrazně zvětšené a granulární slinné žlázy, ve kterých jsou sliny produkovány.

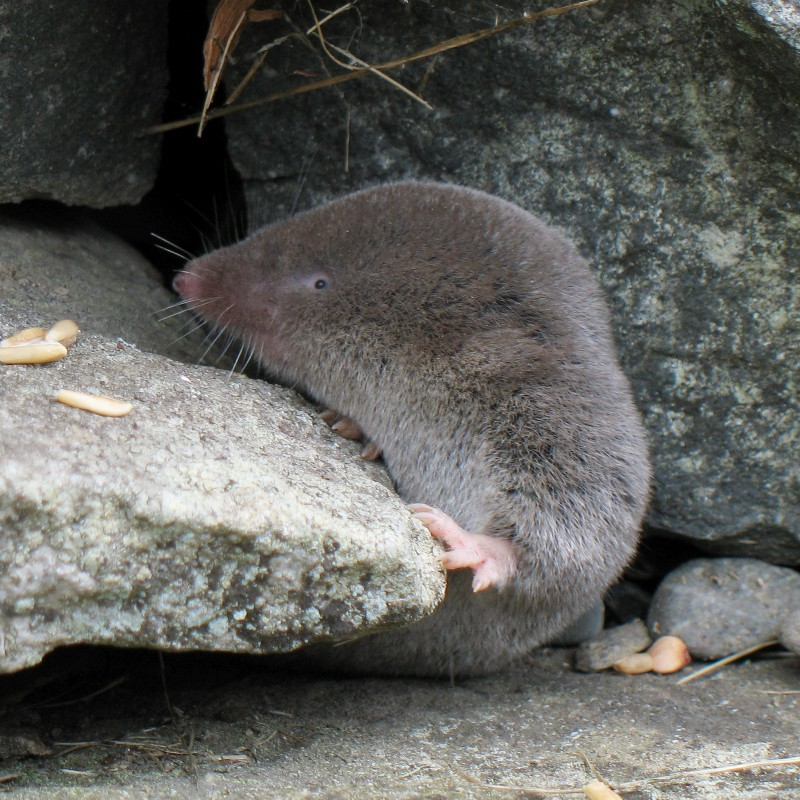
Rejsek krátkoocasý (Blarina brevicauda), jeden z mnoha jedovatých rejsků

Štětinatec kubánský (Solenodon cubanus) a štětinatec haitský (Solenodon paradoxus) se podobají rejskům. Jejich kousnutí je jedovaté, přičemž jed produkovaný v modifikovaných slinných žlázách je do těla kořisti vpraven pomocí drážek ve spodních postranních řezácích. V nedávné studii vědci odhalili genetickou regulační síť, která je za vývoj jedového aparátu u malých savců odpovědná. Přílišný výskyt kalikreinů (enzymů) v jejich slinách je příčinou toho, že jejich kousnutí způsobuje rozšiřování cév a může vést až k cirkulačnímu šoku. Existují případy častých úmrtí jedinců štětinatců haitských, kteří byli chováni v jednom společném výběhu, přičemž jedinou viditelnou příčinou byly stopy po kousnutí na jejich nohách. Použití jedu v rámci konkurenčních bojů tak může být druhotným aspektem výskytu jedu u hmyzožravců.
Rejsek krátkoocasý (Blarina brevicauda), rejsec černý (Neomys anomalus) a rejsek vodní (Neomys fodiens) také disponují jedovatým kousnutím. Mohou jím disponovat také další druhy amerických krátkoocasých rejsků – Blarina carolinensis, Blarina hylophaga (rejsek Elliotův), Blarina peninsulae nebo Neomys teres (rejsek anatolský). Rejsci svou potravu (žížaly, hmyz, šneky a v malé míře také drobné savce jako jsou hraboši či myši) uvádějí do komatózního stavu a následně uchovávají do svých zásob. Toto chování je přizpůsobením na přežití zimy. V tomto kontextu jed rejsků zajišťuje živou potravu v obdobích, kdy je její obstarávání obtížnější. Vzhledem k rychlému metabolismu rejsků je toto obzvlášť důležité. Je ovšem možné, že jed může použit i při lovení větší kořisti. Někteří hmyzožravci mají zvýšené potravinové nároky a živí se i drobnými obratlovci. Jejich kořist však může být větší a nebezpečnější, než jsou při svém poměru síly a váhy schopni zvládnout, proto k překonání podobných překážek potřebují nějakou výhodu. Současní rejsci nemají žádný specializovaný jedový aparát. Jejich zuby nemají kanálky, jejich střední řezáky jsou však vyduté směrem dovnitř, takže se v nich mohou hromadit sliny ze žláz pod horní čelistí, které u kořenů těchto zubů vyúsťují.
Krtek obecný (Talpa europaea) a možná i další druhy krtků  mají ve slinách jed, kterým paralyzují žížaly, díky čemuž si je mohou živé uchovat pro pozdější konzumaci.

### Samec ptakopyska

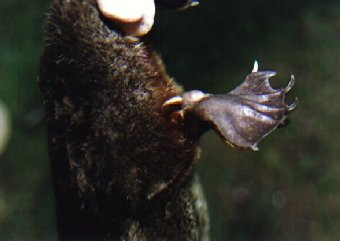
Ostruhy na zadních končetinách ptakopyska podivného (Ornithorhynchus anatinus)

Samci i samice ptakopyska podivného (Ornithorhynchus anatinus) se rodí se zrohovatělými ostruhami na zadních končetinách, samice je ovšem během dospívání ztrácejí. Tyto ostruhy jsou propojeny s jedovými žlázami v oblasti stehenní části zadních končetin. Tyto žlázy jsou vysoce aktivní především v období páření. Produkovaný jed je do těla oběti vpraven zmiňovanou ostruhou. Ježury, další zástupci ptakořitných, sice ostruhy mají také, nedisponují však funkčními jedovými žlázami. Ačkoliv jed ptakopyska není dostatečně silný na to, aby zapříčinil úmrtí člověka, bolest jím způsobená je natolik nesnesitelná, že oběť může být dočasně ochromena. Otrava způsobená ptakopyskem byla běžná v době, kdy bylo zvíře loveno pro svou srst. V dnešní době se jedná o vzácnost a do bližšího kontaktu se zvířetem přijdou jen biologové, chovatelé v zoologických zahradách a rybáři (kteří ptakopysky občas chytí na udici nebo do sítě).
Při útoku ptakopysk přitáhne zadní nohy značnou silou k sobě, čímž se ostruhy zabodnou do těla oběti. Pokud je produkován jed, opakovaným bodáním je do těla vpraveno několik mililitrů. Ostruhy jsou dostatečně silné na to, aby unesly váhu ptakopyska, který se často na svou oběť zavěsí a k vyproštění vyžaduje asistenci.  
Většina důkazů podporuje teorii, že jedový systém je samci využíván v rámci pohlavního výběru jako zbraň při vzájemných soubojích o samice. V období páření jsou samci mnohem agresivnější a vyskytují se u nich vpichy, zejména v oblasti ocasu. S výjimkou této rivality se samci ptakopysků navzájem vyhýbají.
Jed ptakopyska je pravděpodobně pozůstatkem jeho předků, kteří se neřadili mezi ptakořitné. Jedná se tak o poslední živoucí příklad kdysi běžného znaku savců. Fosilní nálezy naznačují, že jedové aparáty původních ptakořitných nebyly znakem pohlavně dimorfním. Usuzuje se, že ptakopyskové kdysi jedové ostruhy používali při obraně proti predátorům. Vědci zkoumají bílkoviny z jedu získané pro jejich potenciální analgetické vlastnosti.

### Upíři
Definice jedu podle Frye et al. (viz Definice) řadí sekret hematofágních (krevsajících) živočichů, např. upírů, mezi specifické poddruhy jedu. V tomto kontextu jsou zástupci podčeledi Desmodontinae jedovatými savci z řádu letouni. Patří sem nejznámější upír obecný (Desmodus rotundus) a také dva vzácnější druhy, upír ptačí (Diphylla ecaudata) a upír bělokřídlý (Diaemus youngi). Tito netopýři produkují sliny obsahující jed s antikoagulačními vlastnostmi a jsou anatomicky a fyziologicky přizpůsobeni k tomu, aby se živili pouze krví. Většina jejich kořisti po útoku či kontaktu s jedem neumírá.

### Primáti
Outloni (z rodů Nycticebus a Xanthonycticebus) jsou považováni za jediné jedovaté primáty. V lidové kultuře zemí jihovýchodní Asie je jed známý už po staletí, západní vědou byl však odmítán až do 90. let minulého století. Existuje devět známých druhů těchto drobných nočních primátů. Jejich jed je tvořen dvěma složkami – slinami a sekretem brachiálních žláz. Tento zapáchající sekret je tvořen apokrinními potními žlázami na předloktí zvířete. Bylo prokázáno, že obě složky jsou jedovaté samy o sobě, přičemž jejich kombinací vzniká jed silnější. Sekret brachiálních žláz (angl. zkratka BGE, brachial gland exudate) outloňů obsahuje až 142 nebezpečných složek a také variantu bílkoviny Fel D1, která u lidí způsobuje alergii na kočky. Tento sekret také slouží k několika ekologickým funkcím včetně ochrany před parazity a komunikace. Laboratorní testy prokázaly, že sliny outloňů jsou pro lidské kožní buňky cytotoxické i bez výše zmíněného sekretu.
Jed je do těla oběti vpraven pomocí morfologicky odlišného chrupu ve formě takzvaného „zubního hřebínku“. Ve volné přírodě outloni jed používají v rámci vnitrodruhové kompetice o partnera, potravu či teritorium. Rány, které outloni způsobí, často hnisají a nekrotizují, díky čemuž jsou nejčastější příčinou předčasného úmrtí outloňů v zoo i ve volné přírodě. Otrava jedem outloňů u člověka je vzácná, nicméně může vést k téměř smrtelnému anafylaktickému šoku. Zdokumentována byla také řada dalších účinků jedu, včetně permanentního znetvoření či ztráty mobility. Studie o jedu outloňů se do povědomí veřejnosti dostala v roce 2012, a to díky výzkumu primatoložky profesorky K. A. I. Nekaris a jejímu BBC dokumentu Outloni z jávské džungle (The Jungle Gremlins of Java).

## Pravděpodobně jedovatí savci

### Hmyzožravci
Ježci (Erinaceinae) své bodliny namáčejí do řady jedovatých a dráždivých látek. Stává se, že když zabijí zástupce ropuch (Bufo), rozkousnou pak jejich jedové žlázy a do jedovaté směsi namočí své bodliny.

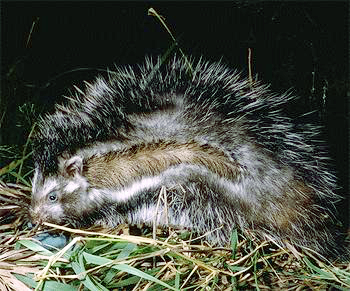
Chlupáč dlouhosrstý (Lophiomys imhausi)

Podobné chování se nezávisle mohlo vyvinout i u bodlínů (Tenrec), kteří se vzhledově ježkům podobají, ale jejichž evoluční původ se liší.

### Hlodavci
Chlupáč dlouhosrstý (Lophiomys imhausi) disponuje hřívou tvořenou dlouhými drsnými chlupy, která se táhne od hlavy až ke kořeni ocasu. Ta je na bocích lemována bílými pruhy srsti. V případě hrozby nebo vzrušení chlupáč hřívu naježí, čímž odhalí výstupy žláz schovaných v kůži. Chlupy na bocích jsou vysoce specializované – na rozdíl od běžných chlupů jsou z velké části houbovité a savé. Chlupáči jsou známí tím, že okusují kořeny a kůru stromu Acokanthera schimperi, kterému se v angličtině přezdívá Poison-arrow tree („strom šípového jedu“), protože lovci jeho jed ouabain využívají k výrobě jedových šípů k lovu slonů. Když chlupáč strom okouše, cíleně se ve vzniklé směsi vyválí, přičemž chlupy na bocích jsou přizpůsobeny k tomu, aby jedovatou směs rychle nasály. Díky tomu si tvoří obranný mechanismus, který může případné predátory otrávit či dokonce zabít. 

## Chemická obrana
Skunkové jsou schopní ze žláz v okolí řitního otvoru vystřikovat nebezpečnou tekutinu. Nejen, že silně zapáchá, ale také může způsobovat podráždění kůže a v případě zasažení očí i dočasné oslepnutí.
Někteří zástupci lasicovitých (Mustelidae) do určité míry disponují podobnou schopností, například zorila velká (Ictonyx striatus).
Luskouni (Pholidota) jsou také schopni ze žláz v okolí řitního otvoru vystřikovat nebezpečnou zapáchající tekutinu.
Pásovec Kapplerův (Dasypus kappleri) při ohrožení vylučuje nepříjemný pižmový zápach.